# Nissan Teana

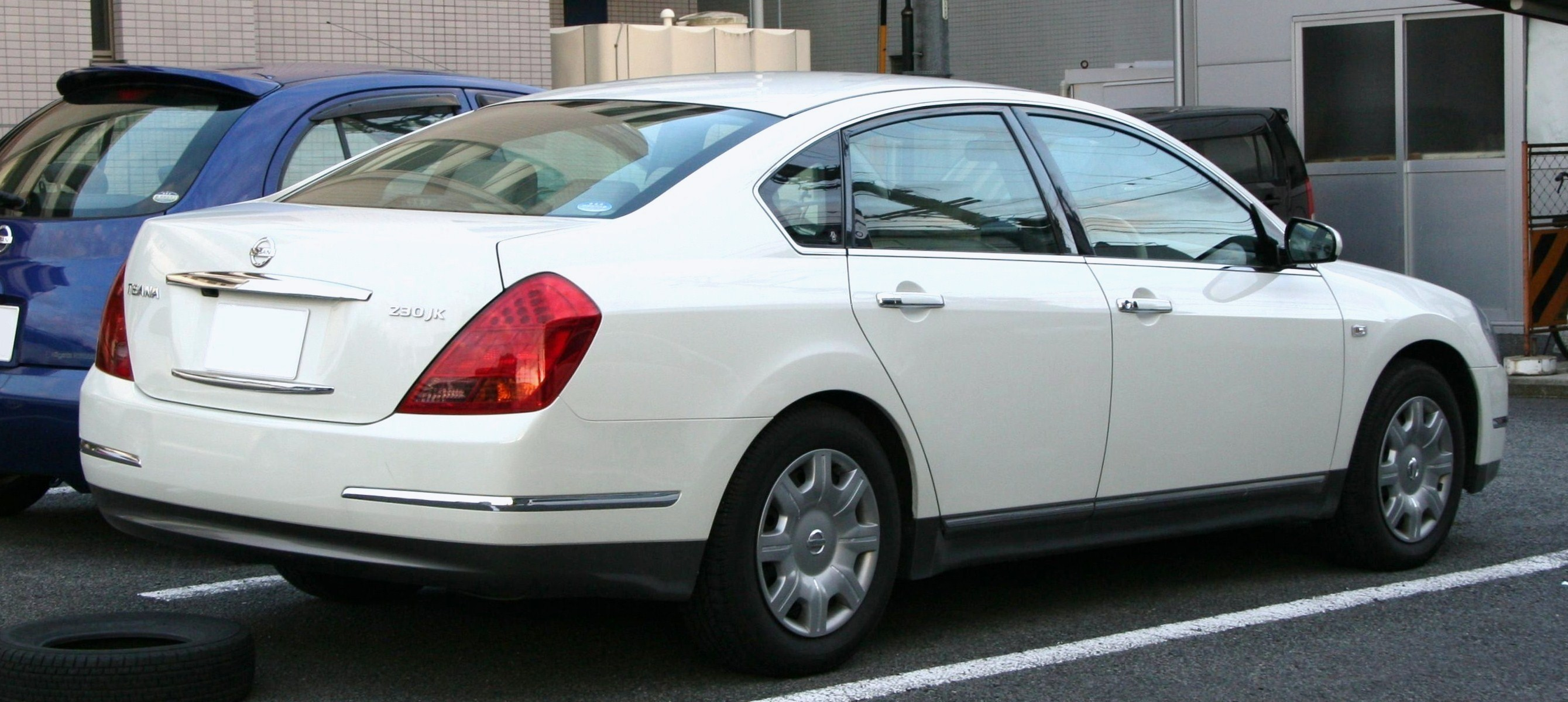
Tył pierwszej generacji

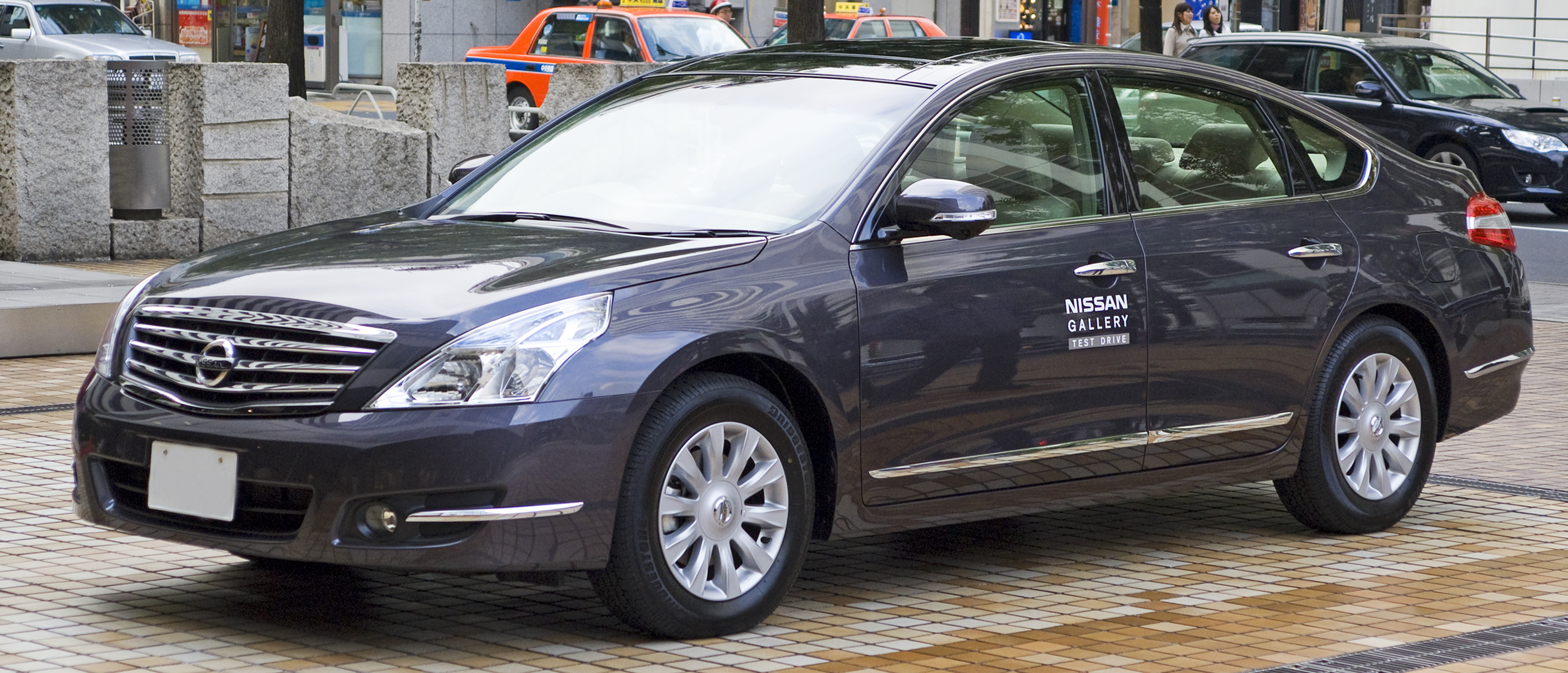
Druga generacja

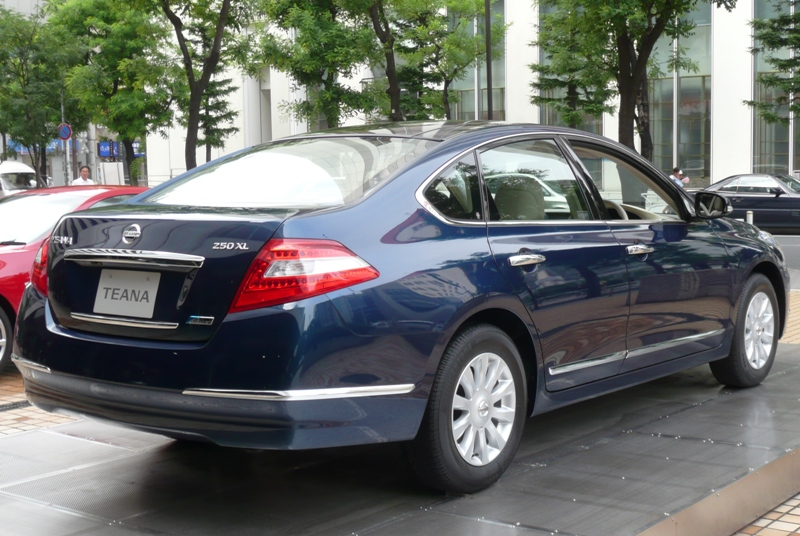
Tył drugiej generacji

Nissan Teana – samochód osobowy klasy wyższej produkowany przez japońską firmę Nissan od roku 2003. Dostępny jako 4-drzwiowy sedan. Do napędu użyto silników R4 o pojemnościach: 2,0 oraz 2,5 litra oraz V6: 2,3, 2,5 i 3,5 litra. Moc przenoszona jest na oś przednią poprzez 4-biegową automatyczną skrzynię biegów. Od 2008 produkowana jest druga generacja modelu.

## Dane techniczne ('03 V6 2.3)

### Silnik
- V6 2,3 l (2349 cm³), 4 zawory na cylinder, DOHC
- Układ zasilania: wtrysk EFi
- Średnica cylindra × skok tłoka: 85,00 mm × 69,00 mm
- Stopień sprężania: 9,8:1
- Moc maksymalna: 172 KM (127 kW) przy 6000 obr./min
- Maksymalny moment obrotowy: 225 N•m przy 4400 obr./min

### Osiągi
- Przyspieszenie 0-100 km/h: b/d
- Prędkość maksymalna: b/d

## Dane techniczne ('08 R4 2.5)

### Silnik
- R4 2,5 l (2488 cm³), 4 zawory na cylinder, DOHC
- Układ zasilania: wtrysk EFi
- Średnica cylindra × skok tłoka: 89,00 mm × 100,00 mm
- Stopień sprężania: 9,6:1
- Moc maksymalna: 167 KM (123 kW) przy 5600 obr./min
- Maksymalny moment obrotowy: 240 N•m przy 4000 obr./min

### Osiągi
- Przyspieszenie 0-100 km/h: b/d
- Prędkość maksymalna: b/d

## Dane techniczne ('08 V6 3.5)

### Silnik
- V6 3,5 l (3498 cm³), 4 zawory na cylinder, DOHC
- Układ zasilania: wtrysk EFi
- Średnica cylindra × skok tłoka: 95,50 mm × 81,40 mm
- Stopień sprężania: 10,2:1
- Moc maksymalna: 253 KM (186 kW) przy 6000 obr./min
- Maksymalny moment obrotowy: 335 N•m przy 4400 obr./min

### Osiągi
- Przyspieszenie 0-100 km/h: b/d
- Prędkość maksymalna: b/d